# 171153 Allanrahill
171153 Allanrahill è un asteroide della fascia principale. Scoperto nel 2005, presenta un'orbita caratterizzata da un semiasse maggiore pari a 2,9740740 UA e da un'eccentricità di 0,0198365, inclinata di 10,04687° rispetto all'eclittica.